# Dymokury
Dymokury è un comune della Repubblica Ceca facente parte del distretto di Nymburk, in Boemia Centrale.

## Monumenti e luoghi d'interesse
- Castello di Dymokury